# William Erskine
William Erskine, baronet van Torry, (1769 – Lissabon, 14 mei 1813), was een Brits majoor-generaal.

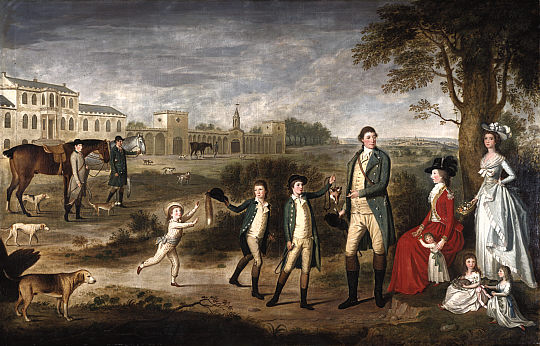
David Allen. Het gezin van William Erskine [sr.]. 1788. Edinburgh, Scottish National Portrait Gallery.

Hij was de enig overlevende zoon van William Erskine uit Torry, Fifeshire, wiens vader, kolonel William Erskine, plaatsvervangend gouverneur van Blackness Castle was, en een oudere zoon van David Erskine, 2e baron Cardross.
Hij ging in 1786 het leger in als kornet van de 15e Lichte Dragonders en werd in 1788 tot luitenant en op 23 februari 1791 tot kapitein benoemd. Op 21 juni 1791 werd hij ook tot baronet verheven en zijn eerste militaire functie was in dienst van Frederik van York in Vlaanderen van 1793-1795. Hij was een van de officieren die keizer Leopold II het leven redden met hun beroemde aanval een gedeelte van de 15e Lichte Dragonders op Villers-en-Cauchies in mei 1793, waarvoor hij beloond werd met de Orde van Maria Theresia. In juni van dat jaar werd hij bevorderd tot majoor en op 14 december 1794 tot luitenant-kolonel. Na terugkomst in Engeland werd hij in 1796 gekozen als parlementslid van het Lagerhuis voor het graafschap Fife, ging hij in 1798 op wachtgeld, werd op 1 januari 1801 bevorderd tot kolonel, werd in 1802 herkozen als parlementslid en ging in 1803 opnieuw op wachtgeld. Vervolgens liet hij zich tot 1806 niet in het parlement zien en solliciteerde herhaaldelijk voor een militaire functie. Hij werd 25 april 1808 benoemd tot majoor-generaal en voegde zich het jaar daarop bij het leger Lord Wellington op het Iberisch Schiereiland, waar hij aanvoerder werd van een brigade te paard. Wellington zag in hem een bekwaam aanvoerder en toen majoor-generaal Robert Craufurd gewond naar huis moest gaan, kreeg Erskine tijdelijk de leiding over de Lichte Divisie. Dit bleek echter een zeer ongelukkige keuze. Hij was overdreven dapper, en door zijn roekeloze gedrag in Messéna voorjaar 1811 verwoestte hij meerdere malen bijna zijn divisie. Toen Craufurd teruggekeerd was, werd Erskine naar het zuiden overgeplaatst en kwam onder bevel van Rowland Hill. Naast Picton, Leith and Cole werd hij in september 1811 benoemd tot luitenant-generaal in Spanje en Portugal. Hij leidde Hills troepen te paard toen hij naar Madrid oprukte en zorgde voor dekking toen Hill zich terug moest trekken uit Andalusië. Erskine vertoonde toen al verschillende tekenen van krankzinnigheid. Dit werd op het laatst zo duidelijk, dat hij gedwongen werd het leger te verlaten. Op 14 mei 1813 sprong hij uit een raam in Lissabon en overleed ter plekke.